# Sileno Guedes
Sileno Sousa Guedes (Recife, 7 de junho de 1967) ou apenas Sileno Guedes é um economista e político brasileiro. Foi eleito deputado estadual de Pernambuco nas eleições estaduais de 2022 e é líder do Partido Socialista Brasileiro (PSB) na Assembleia Legislativa de Pernambuco (Alepe). Antes disso, foi secretário-adjunto de Trabalho e Ação Social no governo de Pernambuco na gestão de Miguel Arraes, vereador do Recife entre 1997 e 2002, e secretário estadual de governo nas gestões de Eduardo Campos e Paulo Câmara.